# Méautis
Méautis – miejscowość i gmina we Francji, w regionie Normandia, w departamencie Manche.
Według danych na rok 1990 gminę zamieszkiwało 566 osób, a gęstość zaludnienia wynosiła 33 osoby/km² (wśród 1815 gmin Dolnej Normandii Méautis plasuje się na 396. miejscu pod względem liczby ludności, natomiast pod względem powierzchni na miejscu 170.).